# Hendrik XI van Legnica
Hendrik XI van Legnica (Liegnitz (Legnica), 23 februari 1539 - Krakau, 3 maart 1588) was van 1551 tot 1556, van 1559 tot 1576 en van 1580 tot 1581 driemaal hertog van Liegnitz (Legnica). Hij behoorde tot het huis Piasten.

## Levensloop
Hendrik XI was de oudste zoon van hertog Frederik III van Liegnitz en Catharina van Mecklenburg-Schwerin, dochter van hertog Hendrik V van Mecklenburg-Schwerin.
Zijn vader gedroeg zich als hertog van Liegnitz nogal opstandig tegenover keizer Karel V en werd daarom in 1551 afgezet. Karel V benoemde daarop Hendrik tot hertog van Liegnitz onder het regentschap van zijn oom, hertog George II van Brieg. Dit bleef hij tot in 1556, toen de nieuwe keizer Ferdinand I zijn vader een tweede kans gaf en hem opnieuw tot hertog van Liegnitz benoemde. 
Frederik III bleef zich echter opstandig gedragen en werd daarom in 1559 opnieuw afgezet, ditmaal definitief. Vervolgens werd Hendrik XI opnieuw benoemd tot hertog van Liegnitz, maar hij werd door keizer Ferdinand I verplicht om voor belangrijke aangelegenheden steeds de raad van zijn oom George II te vragen en om van het protestantisme niet de staatsgodsdienst van het hertogdom Liegnitz te maken.
Na de dood van zijn vader in 1570 kwam het tot een langdurige erfstrijd met zijn jongere broer Frederik IV. In 1571 sloten de twee broers uiteindelijk een overeenkomst waarbij ze beslisten om het regeringsgebied van hun vader niet te verdelen en het hertogdom Liegnitz gezamenlijk te regeren. 
Na het overlijden van koning Sigismund II August van Polen in 1573 deed Hendrik XI net als hertog Wenceslaus III Adam van Teschen een poging om tot koning van Polen verkozen te worden. Omdat ze allebei protestants waren en de Poolse taal niet machtig waren, hadden ze amper kansen om gekozen te raken. Het was dan ook de toekomstige koning Hendrik III van Frankrijk die tot koning van Polen werd verkozen. Toen Hendrik III in 1574 aftrad als koning van Polen om koning van Frankrijk te worden, vond er een nieuwe koningsverkiezing plaats. Hierbij stelde Hendrik XI zich opnieuw kandidaat, terwijl Wenceslaus III zich terugtrok als kandidaat. Bij de verkiezing kreeg Hendrik XI uiteindelijk slechts drie stemmen. 
In 1576 trad Hendrik onder vorst Lodewijk I van Bourbon-Condé in krijgsdienst tegen de Franse Hugenoten. Zijn broer Frederik IV en de adel van Liegnitz maakten daarvan gebruik om bij keizer Maximiliaan II over Hendrik XI te klagen, waarna hij door Maximiliaan II afgezet werd als hertog van Liegnitz en zijn broer Frederik IV als enige hertog van Liegnitz overbleef. Vier jaar later, in 1580, mocht Hendrik XI weer regeren in Liegnitz. Een van de redenen dat Frederik IV en de adel van Liegnitz over Hendrik XI klaagden, was dat Hendrik XI naarmate zijn leven vorderde een steeds meer verkwistende levensstijl voerde, waardoor hij de door zijn vader achtergelaten schulden verdubbelde. Zo ondernam hij talrijke kostbare reizen naar verschillende steden.
In 1581 kwam Hendrik XI in conflict met keizer Rudolf II omdat hij afwezig was gebleven bij een huldiging van Rudolf II en dit beschouwd werd als een bewijs dat hij wantrouwig was tegenover het huis Habsburg. Ook werden hem zijn twee kandidaturen voor de Poolse troon verweten, net als zijn banden met de Poolse adel. Vervolgens werd Hendrik verplicht om zich in Praag te komen verantwoorden bij keizer Rudolf II, maar dit weigerde hij te doen. Daarop verplichtte Rudolf de Silezische adel en de bisschop van Breslau om Hendrik tot gehoorzaamheid te dwingen. Bisschop Martin von Gerstmann trok met een expeditieleger naar Liegnitz en na een belegering van enkele dagen onderwierp Hendrik XI zich uiteindelijk, waarna hij verplicht werd om af te treden als hertog van Liegnitz ten voordele van zijn broer Frederik IV en zich naar keizer Rudolf II in Praag te begeven.
Aangekomen in Praag werd Hendrik XI op keizerlijk bevel gevangengenomen in de Praagse burcht, waarna hij naar Breslau werd overgebracht en daar gevangen werd gezet. In 1585 kon Hendrik XI ontsnappen omdat hij zijn wachters dronken zou hebben gevoerd en vluchtte hij naar Polen. Met de hulp van Polen probeerde hij tevergeefs het hertogdom Liegnitz opnieuw in handen te krijgen. In december 1587 begeleidde hij de net verkozen koning Sigismund III van Polen naar Krakau, waar Hendrik XI in maart 1588 na een korte ziekte stierf. Omdat hij zijn hele leven protestants was, weigerde de geestelijkheid van Krakau om Hendrik een begrafenis te geven. Uiteindelijk werd zijn lichaam bijgezet in de kapel van een bedelorde.

## Huwelijk en nakomelingen
Op 11 november 1560 huwde Hendrik XI met Sophia van Brandenburg-Ansbach (1535-1587), dochter van markgraaf George van Brandenburg-Ansbach. Ze kregen vijf kinderen:
- Catharina Sophia (1561-1608), huwde in 1587 met vorst Frederik van Palts-Vohenstrauß
- Anna Maria (1563-1620)
- Emilia (1563-1618)
- George Frederik (1565), enkele maanden na de geboorte overleden
- Sabina Barbara (1571-1572)